# مرسدس-بنز کلاس-سی (دبلیو۲۰۵)
مرسدس-بنز کلاس-سی (دبلیو۲۰۵) (انگلیسی: Mercedes-Benz C-Class (W205)) یک خودروی لوکس کامپکت است که توسط کارخانه آلمانی مرسدس بنز تحت نام کلاس سی است که از سال ۲۰۱۴ تولید می‌شود.
این خودرو با استفاده از پلت‌فرم جدید و مصرف قابل ملاحظه آلومینیوم در بدنه همراه بود که همه با هم ثمرات کاهش وزن ۱۰۰ کیلویی این خودرو نسبت به نسل قبل را ایجاد می‌کنند.این خودرو نسبت به دیگر خودروهای هم‌رده با خود، از سختی مونتاژ بیشتری بهره می‌برد.